# ヘザー・マッカートニー
ヘザー・ルイーズ・マッカートニー（Heather Louise McCartney、1962年12月31日 – ）は、アメリカ合衆国生まれのイギリス人陶芸家、芸術家。リンダ・マッカートニーの実娘、ポール・マッカートニーの養女である。

## 来歴
出生名ヘザー・ルイーズ・シー（Heather Louise See）として、アメリカ合衆国アリゾナ州ツーソンで、リンダ・イーストマン（後にマッカートニー）とアメリカ人地質学者ジョセフ・メルヴィル・シー・ジュニア（Joseph Melville See Jr.）の娘として生まれる。両親は結婚から18カ月後に別居した。二人は離婚し、父親は母親が全面的に親権を持つことに異議を唱えなかった。1969年、ヘザーが6歳の時にイーストマンはポール・マッカートニーと再婚した。ヘザーはシーの「マッカートニーとしてより良い人生が送れるだろう」との承認を得て、正式にマッカートニーに養子として迎えられた。ヘザーはビートルズの映画『レット・イット・ビー』（1970年）やドキュメンタリー映画『ザ・ビートルズ: Get Back』（2021年）に出演している。1969年に異父妹のメアリーが生まれ、続いて1971年に妹のステラが、1977年には弟のジェイムズが生まれた。ヘザーは実父が生涯にわたって自身に影響を与えたが、ポール・マッカートニーを父親だと思っていると語った。実父ジョセフ・メルヴィル・シー・ジュニアは、ビートルズの名曲「ゲット・バック」の「ジョジョ」の着想の源となった可能性があるが（同曲の歌詞には「ジョジョはカリフォルニアの草を求めてアリゾナ州ツーソンの自宅を後にした」とある）、2000年3月にアリゾナ州ツーソンの自宅で死亡しているのが発見された。銃による自殺で、62歳であった
。
ヘザーは芸術に興味を示すようになり、コヴェント・ガーデンの写真工房でプリントを始め、「Waterfall」と題した写真で"Young Black and White Printer of the Year Award"を受賞した。その後彼女は美術学校に進学し、陶芸とデザインを専攻した。更にメキシコに渡り、ウイチョル族やタラフマラ族の原住民たちの間で暮らした。後に実の父親と一緒に暮らすためにアリゾナに移り、最終的に陶芸家として働くためにイギリスに戻った。
ヘザーは両親や兄弟と同じくベジタリアンであり、動物の権利に関して積極的な活動家である。
1999年、「ヘザー・マッカートニー・ハウスウェア・コレクション」と呼ばれる家庭用品の新ラインナップを立ち上げた。

## ディスコグラフィー
ヘザーは養父ポール・マッカートニーのアルバム2枚でバックボーカルを務めた。
- 1971年: 『ラム』 - ポール&リンダ・マッカートニー
- 2013年: 『NEW』 - ポール・マッカートニー